# Forever United
 (août 2017).
Albums de Kids United
Le Live
(2017) Au bout de nos rêves
(2018)
Forever United est le 3e album studio du groupe Kids United sorti le 18 août 2017.
Cet album est constitué de 14 reprises dont 8 duos avec Youssou N'Dour, Amir, Jenifer, Patrick Bruel, Corneille, Claudio Capéo, Michel Fugain et Vitaa.
Comme pour les albums précédents, un euro est reversé à Unicef France pour chaque album acheté.
Une édition collector a fait son apparition le 10 novembre 2017 avec un bracelet et deux photos dédicacées mais aucun titre bonus contrairement au 2e album Tout le bonheur du monde.
Le 1er décembre 2017, l'album a été certifié double disque de platine par le Syndicat national de l'édition phonographique pour plus de 200 000 exemplaires vendus et le 23 février 2018 triple disque de platine pour plus de 300 000 exemplaires vendus.

## Liste des chansons
| No  | Titre                                              | Durée |
| --- | -------------------------------------------------- | ----- |
| 1.  | Mama Africa (Ft. Youssou N'Dour & Angélique Kidjo) | 2:51  |
| 2.  | Yalla (Ft. Amir)                                   | 4:27  |
| 3.  | Listen (Erza Muqoli)                               | 4:03  |
| 4.  | Alors regarde (Ft. Patrick Bruel)                  | 3:28  |
| 5.  | Chacun Sa Route (Ft. Vitaa)                        | 2:44  |
| 6.  | Man In The Mirror (Gabriel)                        | 5:02  |
| 7.  | Comme Un Fils (Ft. Corneille)                      | 3:51  |
| 8.  | Me Voy Enamorando (Esteban)                        | 3:46  |
| 9.  | Au soleil (Ft. Jenifer)                            | 3:11  |
| 10. | Prendre un enfant par la main (Ft. Claudio Capéo)  | 2:59  |
| 11. | Chante (Ft. Michel Fugain)                         | 2:57  |
| 12. | Les Yeux De La Mama (Gloria)                       | 3:07  |
| 13. | Les Mots Bleus (Nilusi)                            | 4:18  |
| 14. | They Don't Care About Us (Kids United)             | 4:24  |

## Classements

### Classements annuels
| Classement (2017) | Meilleure position |
| ----------------- | ------------------ |
| France (SNEP)     | 12                 |

| Classement (2018) | Meilleure position |
| ----------------- | ------------------ |
| France (SNEP)     | 78                 |